# George W. Prichard

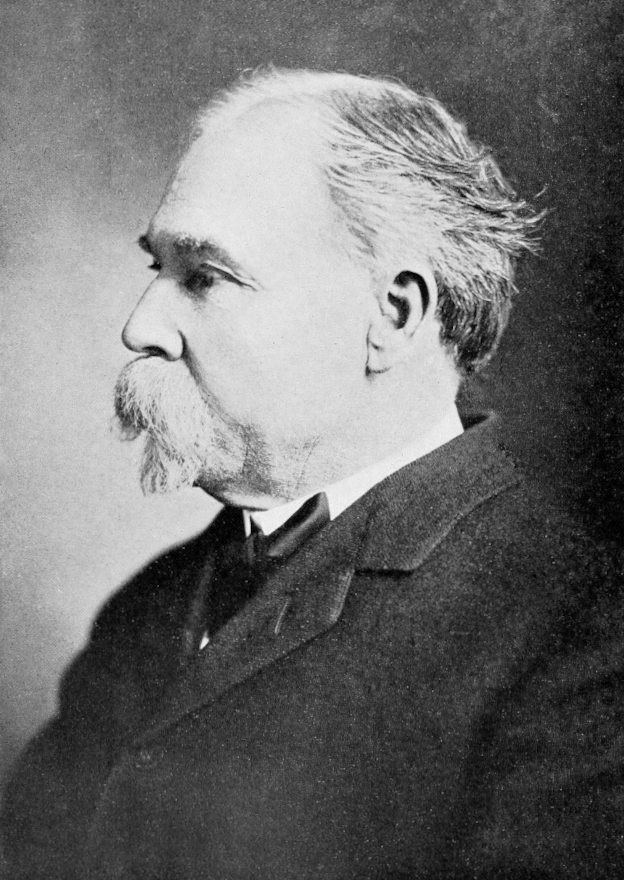

George W. Prichard (* 1850 oder 1851; † 15. Februar 1935 in Santa Fe, New Mexico) war ein US-amerikanischer Jurist und Politiker (Republikanische Partei). Er war auch Eigentümer von Bergwerken.

## Werdegang
Der Vater von George W. Prichard hatte große Erwartungen an seinen Sohn. Daher erhielt er eine umfangreiche Ausbildung. Privatlehrer unterrichteten ihn bereits in seiner Kindheit in New Harmony (Indiana). Seine Jugend war vom Sezessionskrieg überschattet. Prichard erwarb 1872 einen Juraabschluss an der University of Michigan. Bald danach begann er in Little Rock (Arkansas) zu praktizieren. Seine erste Stimmabgabe bei einer Präsidentschaftswahl erfolgte 1876, wo er für den republikanischen Kandidaten Rutherford B. Hayes stimmte, welcher die Wahl damals gewann. Zu dieser Zeit lebte er noch in Little Rock. Im Verlauf seines Lebens gab er bei 15 Präsidentschaftswahlen seine Stimme ab.
Wie viele vor ihm, zog er wegen seines schlechten Gesundheitszustandes nach Westen. 1879 lebte er im New-Mexico-Territorium und betrieb dort ein Bergwerk. Prichard wurde zweimal in den Territorial Council gewählt. Präsident Chester A. Arthur ernannte ihn zum United States Attorney für das New-Mexico-Territorium, was zwischen 1881 und 1885 erfolgt sein muss. Später ernannte ihn der damalige Gouverneur des New-Mexico-Territoriums Miguel Antonio Otero zum Attorney General des New-Mexico-Territoriums, was zwischen 1897 und 1906 erfolgt sein muss. Prichard betrieb 1904 für Otero Wahlkampf. Dabei sprach er in fast allen Countys. Auf Wahlkampftour, als Attorney oder als Richter war er stets als guter Redner bekannt. Der Bergbau blieb aber weiterhin ein großes Anliegen in seinem Leben.
Für mehrere Jahre lebte er in White Oaks, welche heute eine Geisterstadt im Lincoln County ist. 1879 wurde sie zu Boomtown, als Gold und Kohle in der Nähe von Jicarilla Mountains entdeckt wurden. Prichard erwarb zu jener Zeit Goldminen in der Nähe von Carrizozo (Lincoln County). Daher widmete er viel Zeit dem Bergbau, baute Mühlen für die Bearbeitung von Erz und praktizierte im Bergbaurecht. Er war über 25 Jahre Mitglied der New Mexico Bar Assocciation.
Nach seinem Umzug nach Santa Fe wurden er und seine Frau als freigiebige Gastgeber und Gönner der Kunst bekannt.
Prichard nahm als Delegierter an der Verfassunggebenden Versammlung von New Mexico teil. Während dieser Zeit saß er im Bildungsausschuss, wo er eine Reihe von wichtigen Vorschlägen ausarbeitete.